# Dajana Eitberger
Dajana Eitberger (* 7. Januar 1991 in Ilmenau) ist eine deutsche Rennrodlerin.

## Karriere
Dajana Eitberger startet für den RC Ilmenau und gehört in Oberhof zur Trainingsgruppe von Norbert Hahn und Jan Eichhorn vormals auch André Florschütz. Ihren internationalen Durchbruch hatte die Sportsoldatin, als sie bei den Juniorenweltmeisterschaften 2010 in Igls als Viertplatzierte noch knapp eine Medaille verpasste. Ein Jahr später gewann sie in Oberhof den Titel sowohl im Einzel, als auch an der Seite von Julian von Schleinitz, Nico Grüßner und Toni Förtsch mit der Teamstaffel Deutschlands. Die Junioren-Europameisterschaften in Laas beendete sie hinter Mona Wabnigg als Zweitplatzierte. In der Saison 2012/13 folgte das internationale Debüt bei den Frauen im Rennrodel-Weltcup. In Oberhof wurde sie hinter Natalie Geisenberger, Tatjana Hüfner und Anke Wischnewski bei einem deutschen Vierfachsieg Vierte. Es war zugleich die Rennrodel-Europameisterschaft 2013. In der folgenden Saison gehörte Eitberger zum festen Stamm im deutschen Weltcup-Team. In acht Rennen erreichte sie durchweg einstellige Platzierungen, einzig beim Saisonauftakt in Lillehammer konnte sie sich wegen eines Sturzes nicht für das Weltcup-Rennen qualifizieren. In Oberhof fuhr sie als Drittplatzierte erstmals auf das Podium. Nachdem sie im Vorjahr als Viertplatzierte noch eine Medaille verpasst hatte, gewann sie bei Abwesenheit der deutschen Olympiafahrerinnen bei der Rennrodel-Europameisterschaft 2014 in Sigulda hinter Natalja Chorjowa und Tatjana Iwanowa die Bronzemedaille. In der Weltcup-Gesamtwertung wurde sie am Ende ihrer ersten kompletten Saison Fünfte.
2005 und 2006 gewann Eitberger die Juniorinnenwertung des FIL-Sommerrodel-Cup, danach von 2007 bis 2013, einzig unterbrochen von einem Sieg Ewelina Staszuloneks im Jahr 2010, sechsmal in Folge bei den Frauen. Damit ist sie neben Silke Kraushaar-Pielach mit acht Siegen erfolgreichste Teilnehmerin des Wettbewerbs. Bei den nationalen Meisterschaften gewann sie 2012 in Altenberg hinter Tatjana Hüfner und Carina Schwab, 2014 hinter Hüfner und Anke Wischnewski die Bronzemedaillen bei den Deutschen Meisterschaften.
Bei den Europameisterschaften 2015 wurde Eitberger sowohl im Einsitzer als auch mit der Staffel Europameisterin. Der Sieg im Einsitzer war zugleich ihr erster Sieg im Weltcup und krönte eine Saison, bei der sie weitere dreimal Zweite und viermal Dritte war und in der Gesamtwertung hinter Natalie Geisenberger und vor Tatjana Hüfner Zweite wurde.
Bei den Olympischen Spielen 2018 in Pyeongchang gewann Eitberger hinter Teamkollegin Natalie Geisenberger die Silbermedaille. Im letzten Lauf konnte sie sich dabei noch vom vierten auf den zweiten Rang schieben. Für diesen Erfolg wurde sie am 7. Juni 2018 von Bundespräsident Frank-Walter Steinmeier mit dem Silbernen Lorbeerblatt ausgezeichnet.
In der Saison 2019/20 pausierte sie wegen einer Schwangerschaft. Im Februar 2020 brachte sie ihren Sohn zur Welt. Zur folgenden Saison 2020/21 kehrte sie wieder in die Nationalmannschaft zurück und qualifizierte sich mit sehr guten Leistungen recht problemlos für das Weltcup-Team. Zum Saisonauftakt in Igls wurde sie sowohl im klassischen Einzel wie auch im Sprintrennen hinter Julia Taubitz und Geisenberger Dritte und komplettierte damit den deutschen doppelten Dreifachsieg.
Eitberger wurde 2023 zu Thüringens Sportlerin des Jahres gewählt. Sie ist Botschafterin des Vereins Athletes for Ukraine.

## Statistik
Weltcupsiege in Einzelrennen
| Nr. | Datum         | Ort                  | Bahn                                |
| --- | ------------- | -------------------- | ----------------------------------- |
| 1.  | 28. Feb. 2015 | Sotschi              | Sliding Center Sanki                |
| 2.  | 28. Nov. 2015 | Innsbruck            | Olympia Eiskanal Igls               |
| 3.  | 27. Nov. 2016 | Winterberg (Sprint)  | Bobbahn Winterberg                  |
| 4.  | 16. Dez. 2017 | Lake Placid (Sprint) | Olympia-Bobbahn Lake Placid         |
| 5.  | 13. Jan. 2018 | Oberhof              | Rennrodelbahn Oberhof               |
| 6.  | 16. Dez. 2018 | Lake Placid          | Olympia-Bobbahn Lake Placid         |
| 7.  | 13. Dez. 2020 | Oberhof              | Rennrodelbahn Oberhof               |
| 8.  | 17. Dez. 2022 | Park City            | Bobbahn Park City                   |
| 9.  | 7. Jan. 2023  | Sigulda              | Rennrodel- und Bobbahn Sigulda      |
| 10. | 19. Feb. 2023 | St. Moritz           | Olympia Bob Run St. Moritz–Celerina |

Weltcupsiege in Doppelsitzerrennen
| Nr. | Datum         | Ort     | Bahn                  |
| --- | ------------- | ------- | --------------------- |
| 1.  | 17. Feb. 2024 | Oberhof | Rennrodelbahn Oberhof |

Weltcupsiege mit der Teamstaffel
| Nr. | Datum         | Ort            | Bahn                                    |
| --- | ------------- | -------------- | --------------------------------------- |
| 1.  | 1. Feb. 2015  | Lillehammer    | Bob- und Rennschlittenbahn Hunderfossen |
| 2.  | 1. März 2015  | Sotschi        | Sliding Center Sanki                    |
| 3.  | 29. Nov. 2015 | Innsbruck-Igls | Kunsteisbahn Bob-Rodel Igls             |
| 4.  | 14. Jan. 2018 | Oberhof        | Rennrodelbahn Oberhof                   |
| 5.  | 13. Dez. 2020 | Oberhof        | Rennrodelbahn Oberhof                   |
| 6.  | 19. Feb. 2023 | St. Moritz     | Olympia Bob Run St. Moritz–Celerina     |

## Einzelbelege
1. ↑  Silbernes Lorbeerblatt und Verdienstorden. In: bundespraesident.de. 7. Juni 2018, abgerufen am 2. Januar 2022.
2. ↑  Eine Saison Pause. In: dajana-eitberger.de. 12. August 2019, abgerufen am 4. November 2019.
3. ↑  Wintersport-News: Rodlerin Eitberger bringt Jungen zur Welt. In: Sportschau. 21. Februar 2020, ehemals im Original (nicht mehr online verfügbar); abgerufen am 29. November 2020. (Seite nicht mehr abrufbar. Suche in Webarchiven)
4. ↑  Ambassadors. Archiviert vom Original (nicht mehr online verfügbar) am 27. Mai 2022; abgerufen am 27. März 2022 (deutsch).  Info: Der Archivlink wurde automatisch eingesetzt und noch nicht geprüft. Bitte prüfe Original- und Archivlink gemäß Anleitung und entferne dann diesen Hinweis.

| Personendaten    | Personendaten         |
| ---------------- | --------------------- |
| NAME             | Eitberger, Dajana     |
| KURZBESCHREIBUNG | deutsche Rennrodlerin |
| GEBURTSDATUM     | 7. Januar 1991        |
| GEBURTSORT       | Ilmenau               |